# Вільне (Раївська сільська громада)
Ві́льне — село в Україні, у Синельниківському районі Дніпропетровської області. Входить до складу Раївської сільської громади. Населення за переписом 2001 року становить 668 осіб.

## Географія
Село Вільне розташоване на березі річки Татарка, біля її витоків, нижче за течією примикає село Кислянка. Річка в цьому місці пересихає, на ній зроблено кілька загат. Поруч проходить автомобільна дорога Т 0425.

## Історія
- Місцевість, де знаходиться село Вільне була заселена в XII ст.
- В XVIII ст. частина села Бурякове отримала назву Вільне.
- До 2017 року орган місцевого самоврядування — Вільненська сільська рада.
- 12 червня 2020 року, відповідно до розпорядження Кабінету Міністрів України № 709-р від «Про визначення адміністративних центрів та затвердження територій територіальних громад Дніпропетровської області», увійшло до складу Раївської сільської громади[1].
- 19 липня 2020 року, в результаті адміністративно-територіальної реформи та ліквідації   Синельниківського (1923—2020) району, село увійшло до складу новоутвореного Синельниківського району[2].

## Населення
За переписом населення України 2001 року в селі мешкало 665 осіб.

### Мова
Розподіл населення за рідною мовою за даними перепису 2001 року:
| Мова       | Відсоток |
| ---------- | -------- |
| українська | 90,12 %  |
| російська  | 5,69 %   |
| вірменська | 2,69 %   |
| молдовська | 1,50 %   |

## Економіка
- ФГ «Анастасія».

## Об'єкти соціальної сфери
- Школа I—II ст.
- Фельдшерсько-акушерський пункт.
- Будинок культури.

## Релігія
У селі розташований Храм Архистратига Божого Михаїла ПЦУ (вул. Центральна, 47).

## Інтернет-посилання
- Погода в селі Вільне [Архівовано 20 грудня 2011 у Wayback Machine.]